# Willi Giesemann
Willi Giesemann (2. září 1937, Braunschweig – 4. října 2024) byl německý fotbalista, záložník.

## Fotbalová kariéra
Začínal v VfL Wolfsburg. Dále hrál za  FC Bayern Mnichov a v německé bundeslize za Hamburger SV. V bundeslize nastoupil ve 104 utkáních a dal 3 góly. Kariéru zakončil v týmu HSV Barmbek-Uhlenhorst. V Poháru vítězů pohárů nastoupil v 8 utkáních a dal 2 góly a ve Veletržním poháru nastoupil v 5 utkáních a dal 1 gól. Za německou reprezentaci nastoupil v letech 1960-1965 ve 14 utkáních. Byl členem německé reprezentace na Mistrovství světa ve fotbale 1962, nastoupil ve 2 utkáních.

## Ligová bilance
| Ročník                                 | Zápasy | Góly | Klub              |
| -------------------------------------- | ------ | ---- | ----------------- |
| Fußball-Oberliga Nord 1956/1957        | 4      | 0    | VfL Wolfsburg     |
| Fußball-Oberliga Nord 1957/1958        | 25     | 4    | VfL Wolfsburg     |
| Fußball-Oberliga Nord 1958/1959        | 28     | 1    | VfL Wolfsburg     |
| Fußball-Oberliga Süd 1959/1960         | 29     | 2    | FC Bayern Mnichov |
| Fußball-Oberliga Süd 1960/1961         | 29     | 7    | FC Bayern Mnichov |
| Fußball-Oberliga Süd 1961/1962         | 30     | 2    | FC Bayern Mnichov |
| Fußball-Oberliga Süd 1962/1963         | 25     | 1    | FC Bayern Mnichov |
| Německá fotbalová Bundesliga 1963/1964 | 30     | 6    | Hamburger SV      |
| Německá fotbalová Bundesliga 1964/1965 | 30     | 3    | Hamburger SV      |
| Německá fotbalová Bundesliga 1965/1966 | 19     | 2    | Hamburger SV      |
| Německá fotbalová Bundesliga 1966/1967 | 19     | 0    | Hamburger SV      |
| Německá fotbalová Bundesliga 1967/1968 | 6      | 2    | Hamburger SV      |
| CELKEM Německá fotbalová Bundesliga    | 104    | 3    |                   |